# Utanför slottet
Utanför slottet är ett musikalbum på LP från 1981 av Galenskaparna. Text och musik (där ej annat anges): Claes Eriksson, sång och tal: Anders Eriksson, Claes Eriksson, Kerstin Granlund.

## Låtar
SID A:
1. Ding dong bäng bäng woa woa, ah na na na schubi dubi, jag är kär. (sång: Kerstin, kör: Anders, Claes)
2. Banansjön (sketch med Claes och Anders)
3. Alla ser på TV (sång av Galenskaparna)
4. Dagens horoskop (monolog med Claes)
5. Blankettbyråkratens sång (sång av Anders samt Kerstin och Claes, originalmusik: L Pober)
6. Mortimers avsked (sång)
7. Brudnoteringarna (monolog med Kerstin)
8. Ett telefonnummer

SID B:
1. How to make a Supermarket (sång av Galenskaparna)
2. Min barndoms utedass (sv. text: Kent Fredriksson, originalmusik: P Dresser)
3. Gallesompas Yllehiss
4. Ett kraftfullt gäng
5. Rapport-tittarna (sketch med Kerstin och Anders)
6. Rapport (sång)
7. Allting är bara bra som det är, tycker vi.